# Левкофея (поэма)
Левкофея — драматическая поэма 1756 года ирландского драматурга Исаака Бикерстаффа. Это была его первая опубликованная работа. Сюжет был основан на истории греческой богини Левкофеи.
Левкофея изначально задумывалась как пасторальная опера, но Бикерстаффе не смог найти композитора, который бы положил её на музыку. В мае 1756 года она была опубликована Робертом Додсли и продавалась по цене 1 шиллинг и шесть пенсов.
В современном обзоре в «Monthly Review» критик Ральф Гриффитс в основном высоко оценил работу, хотя и критиковал трагический финал, поскольку «законы Оперы требуют счастливого конца». Несмотря на положительную оценку некоторых критиков, работа была в значительной степени проигнорирована как критиками, так и публикой. Эта неудача заставила Бикерстаффе вновь вступить в вооруженные силы. В период 1760—1772 гг. он добился огромного успеха, в основном в сотрудничестве с композитором Томасом Арном.

## Список используемой литературы
Таш, Питер А. Драматический сапожник: жизнь и творчество Исаака Бикерстаффе. Associated University Presses, 1971.